# Pasadena Refining System
Pasadena Refining System, Inc. (PRSI) is een raffinaderij gevestigd in Pasadena (Texas). De raffinaderij is eigendom van Petrobras.
De Belgische Transcor Astra Group kocht de raffinaderij (toen nog Crown Refinery) van de vroegere onderneming Crown Central LLC in 2005 voor 42,5 miljoen dollar en verkocht de eerste helft in 2006 aan Petrobras America Inc (PAI) voor 360 miljoen dollar.  De andere helft werd ook verkocht aan Petrobras in 2012 voor 821 miljoen dollar. In 2014 werd in Brazilië een parlementaire onderzoekscommissie opgericht om de aankoop van Petrobras te onderzoeken.